# Mauritánia világörökségi helyszínei
Mauritánia területéről eddig két helyszín került fel a világörökségi listára, három helyszín a javaslati listán várakozik a felvételre.
| | Banc d'Arguin Nemzeti Park |
| 1989 |                            |
| Természeti (IX)(X) |                            |
| Védett terület:1 200 000 ha, hivatkozás: 506 |                            |
| A Banc d'Arguin Nemzeti Park Mauritánia Atlanti-óceánnal határos, sivatagos pontján található és egyedülálló átmeneti zónát alkot a nagy fajgazdagságú tenger és a sivatagi táj között. A szigetekből és parti területekből álló parkot 1978-ban alapították, és a Szahara homokjából kialakult dűnék, part menti medencék, iszapos lapályok, valamint mangrovemocsarak alkotják. Területe több mint tizenkétezer négyzetkilométer. A 180 kilométer hosszú partszakaszt főleg tengeri madarak látogatják, ezen kívül szibériai és észak-európai madarak fontos pihenőhelye. A becslések szerint évi 7 millió költöző madár vonul át a park fölött, és mintegy 100 faj itt is költ. A parti vizek vegetációja, a hínár és több algafaj kiváló élőhelyet biztosít a halaknak, ezért a madárállomány is hatalmas. A legfontosabb itt előforduló madárfaj a flamingó, a pelikán, a kócsag, a kanalas gém, a kormorán, a rózsás gödény, a csér, a cankó, a parti lille, és a szalonka. |                            |

| | Vadán, Singetti, Tisit és Valáta erődvárosai |
| 1996 |                                              |
| Kulturális (III)(IV)(V) |                                              |
| Hivatkozás: 750 |                                              |
| Vadán, Singetti, Tisit és Valáta erődvárosait a 11. és a 13. század között alapították, később fontos iszlám vallási központokká fejlődtek. A Szaharát átszelő kereskedelmi útvonalak pihenőhelyeként szolgáló települések egy-egy termékeny völgy vagy oázis mellett épültek. Fontos feladatuk volt a vallási nevelés, így a települések a mecsetek köré épültek. Valáta fontos kereskedőváros volt, a 11. és a 12. században neves korániskolával és gazdag könyvtárral rendelkezett. Szorosan egymás mellé épített lakóházait vörösesbarna agyaggal borították be. Vadánt és Tisit a 12. század közepén alapították, Signettit a 13. században. Ez utóbbi az ország belsejének egyik leghíresebb sivatagi települése volt, a Mekkába induló zarándokok találkozóhelye. A városoknak raktárakat és szállást kellett biztosítaniuk a kereskedőknek és az üzleti ügyekben átutazóknak, ezek az igények formálták a kszúrnak nevezett városrész szerkezetét, amely alkalmazkodott a szélsőséges éghajlati körülményekhez. A belső udvaros épületek jellemzően a négyszögletű minarettel ellátott mecset körüli szűk utcákban álltak. A települések jelenleg romos állapotban vannak. |                                              |

## Javasolt helyszínek
| Megnevezés                      | Kép | Típus      | Kritérium      | Év   | Link |
| ------------------------------- | --- | ---------- | -------------- | ---- | ---- |
| Azougui kultúrtáj               |     | Kulturális | III, IV, V, VI | 2001 | 1545 |
| Kumbi Saleh régészeti helyszíne |     | Kulturális | III, IV, V, VI | 2001 | 1546 |
| Tegdaoust régészeti helyszíne   |     | Kulturális | III, V         | 2001 | 1547 |